# Erich Šefčík
Erich Šefčík (ur. 2 lipca 1945 w Kravařach, zm. 15 października 2004 w Opawie) – czeski archiwista, historyk i numizmatyk oraz specjalista w dziedzinie historii Śląska, a w szczególności Śląska Cieszyńskiego.

## Życiorys
Ukończył szkołę średnią w Hulczynie, a następnie studiował w latach 1963–1969 archiwistykę na uniwersytecie w Brnie. W 1968 zatrudnił się na archiwum w Pilźnie. Wkrótce przeszedł do filii opawskiego archiwum w Janovicach koło Rýmařova. W 1970 r. został jej kierownikiem. W 1973 obronił doktorat na uniwersytecie w Ołomuńcu. W 1972 r. ożenił się i miał dwóch synów. Ze względów rodzinnych postanowił w 1976 przenieść się do pracy w Zemskim archivie w Opawie. Od 1977 pracował w Muzeum Ziemi Śląskiej w Opawie jako kierownik działu historyczno-numizmatycznego, a od 1983 działu numizmatycznego. W 1996 przystąpił do organizacji muzeum w Krawarzach, z którego stworzył ośrodek badań nad dziejami Śląska Hulczyńskiego. Nadal na część etatu pracował w opawskim muzeum. Był także radnym miejskim w Kravařach i kronikarzem miasta.
W okresie pracy w archiwum w Janovicach pisał prace poświęcone właścicielom majątku w Janovicach i fabrykantom z rodziny Kleinów. Jego największym osiągnięciem była publikacja Listináře Těšínska (Kodeksu dyplomatycznego księstwa cieszyńskiego). Przy tym przedsięwzięciu współpracował z Emmerichem Němcem. Po jego śmierci sam doprowadził pracę do końca. Erich Šefčík zajmował się także numizmatyką, sfragistyką i falerystyką. Najważniejszą jego pracą na tym polu były Pečeti těšínských Piastovců. Publikował także na łamach Folia numismatica, Numismatický dopis i Slezský numismatik. Interesował się również biografistyką. Napisał biogramy niektórych książąt górnośląskich (opublikowane w książce Książęta i księżne Górnego Śląska, pod redakcją Antoniego Barciaka, Katowice 1995) oraz ponad 70 biogramów muzealników i innych Ślązaków.

## Wybrane publikacje
- Němec Emerich(inne języki), Šefčík Erich, Listinář Těšínska. Sbírka listinného materiálu k dějinám knížectví Těšínského 1571–1600, Český Těšín 1978.
- Němec Emerich, Šefčík Erich, Listinář Těšínska. Sbírka listinného materiálu k dějinám knížectví Těšínského 1601–1614, Český Těšín 1981.
- Šefčík Erich, Pečeti těšínských Piastovců, Ostrava 1982.
- Němec Emerich, Šefčík Erich, Listinář Těšínska. Sbírka listinného materiálu k dějinám knížectví Těšínského 1615–1625, Český Těšín 1984.
- Šefčík Erich: Listinář Těšínska. Sbírka listinného materiálu k dějinám knížectví těšínského 1625–1652, Český Těšín 1986.
- Šefčík Erich, Bittner Eustach, Faleristická sbírka Slezského muzea v Opavě, Opava 1988.
- Šefčík Erich, Zemské zřízení Těšínského knížectví z konce 16. století, Český Těšín 2001 (Studie o Těšínsku ; 17).